# Especie fundamental

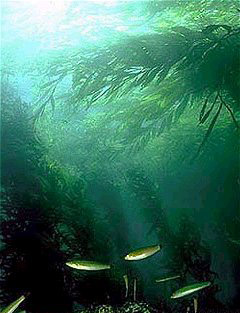
Bosque californiano de algas gigantes, una especie fundamental

En ecología, las especies fundamentales son especies que tienen un papel importante en la estructuración de una comunidad. Una especie fundamental puede ocupar cualquier nivel trófico en una red trófica (es decir, pueden ser productores primarios, herbívoros o depredadores). El término fue acuñado por Paul K. Dayton en 1972, quien lo aplicó a ciertos miembros de las comunidades de invertebrados marinos y algas. De los estudios en varios lugares quedó claro que había un pequeño puñado de especies cuyas actividades tenían un efecto desproporcionado en el resto de la comunidad marina y, por lo tanto, eran clave para la resiliencia de la comunidad. La opinión de Dayton era que centrarse en las especies fundamentales permitiría un enfoque simplificado para comprender más rápidamente cómo una comunidad en su conjunto reaccionaría a las perturbaciones, como la contaminación, en lugar de intentar la tarea extremadamente difícil de rastrear las respuestas de todos los miembros de la comunidad simultáneamente. Desde entonces, el término se ha aplicado a una variedad de organismos en ecosistemas de todo el mundo, tanto en entornos acuáticos como terrestres. Aaron Ellison introdujo el término a la ecología terrestre al aplicar el término especies fundamentales a las especies arbóreas que definen y estructuran ciertos ecosistemas forestales a través de sus influencias sobre los organismos asociados y la modulación de los procesos del ecosistema.

## Pérdida de especies fundamentales
Un estudio realizado en McKenzie Flats del Refugio Nacional de Vida Silvestre Sevilleta en Nuevo México, una zona de transición de bioma semiárido, observó el resultado de la pérdida de una variedad de diferentes especies fundamentales de plantas dominantes y codominantes en el crecimiento de otras especies. Esta zona de transición consta de dos especies del desierto de Chihuahua, grama negra (Bouteloua eriopoda) y arbusto de creosota (Larrea tridentata), y una especie de estepa de pasto corto, grama azul (Bouteloua gracillis). Cada especie domina un área con un entorno de suelo específico. La grama negra domina los suelos arenosos, mientras que la grama azul domina en los suelos con alto contenido de arcilla, y el arbusto de creosota domina el suelo de textura fina con grava superficial. Este estudio señaló que las respuestas a la pérdida de especies fundamentales dependen de una variedad de factores diferentes, desde la capacidad de una especie para recuperarse de las condiciones climáticas del ecosistema hasta los patrones de dominancia y exploró las posibles razones de los resultados del estudio. Los resultados indicaron que en áreas con solo una especie fundamental dominante, su pérdida provocó un cambio en el dominio hacia una comunidad dominante mixta. Por ejemplo, el matorral dominado por el arbusto de creosota experimentó un cambio en el dominio del 32% por otros arbustos, el 26% por las hierbas perennes y el 22% por las hierbas perennes después de la eliminación del arbusto de creosota. Otro hallazgo fue que, independientemente del tipo de comunidad y de las especies eliminadas, la pérdida de especies fundamentales dio como resultado un aumento general de la grama negra que respalda la idea de que el resultado se ve muy afectado por la capacidad de recuperación de las especies eliminadas o perdidas.
Otro estudio observó los efectos de la pérdida de cimientos de la cicuta oriental (Tsuga canadensis) en un ecosistema forestal. La cicuta oriental es una especie fundamental en los bosques del este de América del Norte, pero ha sido amenazada por la introducción accidental de adelgid lanudo. Este estudio observó los efectos que tendría una pérdida de abetos orientales sobre las poblaciones de artrópodos, como hormigas, escarabajos y arañas, ya que estas especies son indicadores conocidos de cambio ambiental. Los resultados encontraron que en las áreas de remoción de cicuta, hubo un aumento general y una afluencia de especies de artrópodos. Los investigadores sugirieron que esto se debió a un aumento en los hábitats abiertos debido a la pérdida de las cicutas. Los resultados de este estudio de cicuta corroboraron con los del estudio anterior de McKenzie Flats discutido en el sentido de que la pérdida de especies fundamentales condujo a una proliferación de la diversidad de especies en el área afectada. Estos resultados parecen contradecir la creencia arraigada de que las especies fundamentales desempeñan un papel vital en las comunidades y los ecosistemas al crear hábitats para los organismos, lo que sugiere que en algunas circunstancias obstaculizan la diversidad de especies.
Las especies fundamentales juegan un papel vital en la estructuración de una comunidad; sin embargo, esto puede ser de diferentes formas. La presencia de una especie base tiene la capacidad de reducir o aumentar la diversidad de especies dependiendo de su función particular en un ecosistema específico. 